# Gump Worsley
Lorne John "Gump" Worsley (Montreal, Quebec, 14 de maio de 1929 — Saint-Hyacinthe, Quebec 26 de janeiro de 2007), foi um jogador profissional  de Hóquei no gelo canadense. Nascido e criado em Montreal, foi-lhe dada a alcunha "Gump" por os amigos o acharem parecido com a personagem de banda desenhada, Andy Gump.

## Carreira
No início da sua carreira, Worsley jogou durante quatro épocas em ligas menores, mais notavelmente para os New York Rovers da Eastern Hockey League, os St. Paul Saints da United States Hockey League e os Saskatoon Quakers da Western Hockey League (minor pro). Conseguiu sucesso em todas estas três equipas, colecionando "First Team All-Star" e obtendo reconhecimento como "goaltender" em três épocas consecutivas, entre 1950 e 1952.
Na época de 1952-1953 assinou pelos New York Rangers da National Hockey League, e apesar de jogar numa equipa da cauda da tabela, conseguiu ganhar o prémio "rookie of the year" no Calder Memorial Trophy.  De qualquer forma, depois de pedir um aumento de 500 dólares anuais, voltou prontamente para as ligas menores no ano seguinte. Jogando para os Vancouver Canucks da WHL, venceu o prémio de jogador mais valioso da liga em 1954.
No Verão de 1963, envolveu-se  numa proposta união de jogadores, e foi prontamente adquirido pelos Montreal Canadiens. Enquanto era relegado para a equipa da liga menor, Quebec Aces, durante partes da estação- e ganhando honras de "First Team All-Star" na American Hockey League em 1964 - Worsley jogou os melhores anos para os Habs como membro de quatro equipas vencedoras da Stanley Cup em 1964-1965, 1965-1966, 1967-1968 e 1968-1969.
Ele desistiu da carreira na época de 1969-1970, sentindo a pressão de atuar em Montreal e de ser substituído a favor de jogadores mais novos. Foi suspenso por não reportar experiências à "farm team" canadiana, Montreal Voyageurs .
Worsley foi seduzido a retirar-se, pelos Minnesota North Stars, e jogou acoplado a Cesare Maniago, estrelando durante partes de mais cinco anos, retirando-se aos 44 anos de idade, depois da época de 1973-1974.
Ele sofreu muitos ferimentos ao longo da sua carreira, incluindo um ferimento na coluna no jogo com o "Vancouver" da WHL, que quase lhe acabava com a carreira; um problema nos joelhos durante os jogos decisivos de 1956, que mais tarde requereu uma cirurgia; um golpe de Bobby Hull em 1961, que o atingiu na testa, que o fez perder os sentidos e o obrigou a um internamento no "Royal Victoria Hospital" de Montreal; uma ruptura de ligamentos em 1960; nova cirurgia aos joelhos em 1966; estiramentos dos tendões da perna nas épocas de 1963-1964, e 1972-1973, a última das quais lhe reduziu a efetividade e o deprimiu, ao ponto de ficar temporariamente afastado do hóquei.

## Legado
Quando se retirou, Worsley havia jogado mais jogos que qualquer outro goleador, à excepção de Terry Sawchuk e Glenn Hall. Retirou-se com o record de 335 vitórias, 352 derrotas e 150 empates, com 43 impedimentos, e uma média de golos contra de 2.91.
Gump era conhecido pelo seu senso de humor e várias excentricidades. No início da sua carreira com os Rangers, quando encarava regularmente 40 a 50 lances por noite, perguntaram-lhe;
"Qual é a equipa que lhe dá mais trabalho?" Ele respondeu- "O New York Rangers."
Accused pelo treinador dos Rangers, Phil Watson de estar a ficar com obesidade obdominal, replicou; "Ele devia saber mais que isso. Ele sabe que eu só bebo scotch whisky".
Ele opunha-se veementemente ao uso de máscara. Era de facto, o segundo "goaltender" a jogar sem uma. Quando lhe perguntaram porque se recusava a usar máscara, disse aos repórteres; "A minha cara é a minha máscara."
Também era bem conhecido o seu medo de voar, devido a um voo no início da sua carreira semi-profissional, que quase era o último. The New York Rovers apanharam um avião para disputar um jogo, quando um engenho se incendiou e obrigou a uma aterragem de emergência em Milwaukee. Como resultado, sofria terrivelmente quando tinha que voar.
Gump sofreu um  esgotamento nervoso na época de 1968-1969, depois de um voo difícil entre o Dorval Airport de Montreal e Chicago, tendo recebido tratamento psiquiátrico.

## Aposentação e Morte
Worsley foi indicado para o Hockey Hall of Fame em 1980.
Worsley sofreu um ataque cardíaco no dia 22 de Janeiro de 2007, e faleceu em sua casa em Beloeil, Quebec, quatro dias depois. Tinha 77 anos.